# 大溪武德殿
大溪武德殿，是一座位於臺灣桃園市大溪區普濟路的武德殿建築，目前已登錄為桃園市歷史建築，並作為「桃園市立大溪木藝生態博物館」之名開放參觀。

## 沿革
第二次世界大戰前，日人行軍國主義、提倡武士道精神，並以「涵養武德，獎勵武道，提振國民之士氣」為宗旨，在臺灣各地修建武德殿以供警察及青年子弟修練柔道、劍道、弓道等武術學習與訓練場所，其中大溪武德殿於1934年8月動工，11月8日立冬舉行上棟儀式。於1935年（昭和10年）5月28日啟用，正式全名為「大日本武德會臺灣本部新竹支部大溪支所演武場」，其建築位於大溪公園旁，具有「郡市級武德會支所」之地位。建築物則定期聚辦警務相關的講習、紀念活動。
自1950年起，由於鄰近的大溪公會堂改為總統行館，並增設大溪憲兵隊單位，因爲選址於武德殿為作為隊部營舍辦公室，附屬建築則為宿舍。
2000年憲兵隊隊部撤除後，武德殿由大溪鎮公所進行大規模整修工程，該修復工事是由來自金門的陳榮文及鹿港匠師施坤玉主導，整修後的武德殿屋頂保持原有的木質結構與青銅裝飾，建築四周牆面與護欄則改以水泥、洗石子整建，並保留大量舊有屋瓦。物再經修復工程後，於2004年1月13日登錄為桃園縣歷史建築。建築物管理權責暫交大溪鎮圖書館管理，以租借場地的形式活化此空間。
2015年，大溪武德殿成為桃園市立大溪木藝生態博物館的公有館舍，其附屬建築修繕及渡廊重建工程則於2016年5月竣工，目前作為博物館主要展覽空間，作為該地區主要展示、表演、學習等多功能空間使用。

## 建築設計

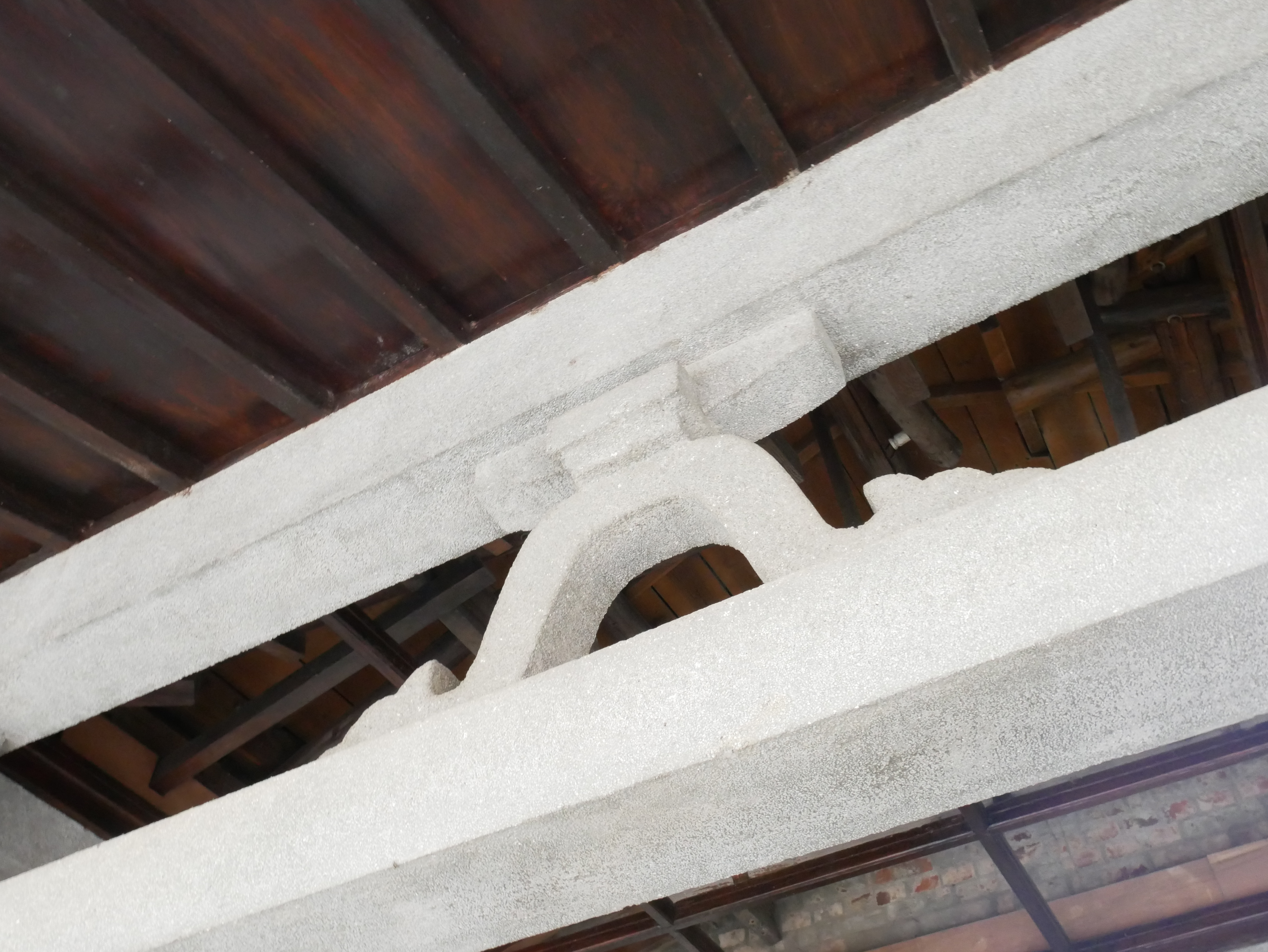
蟇股
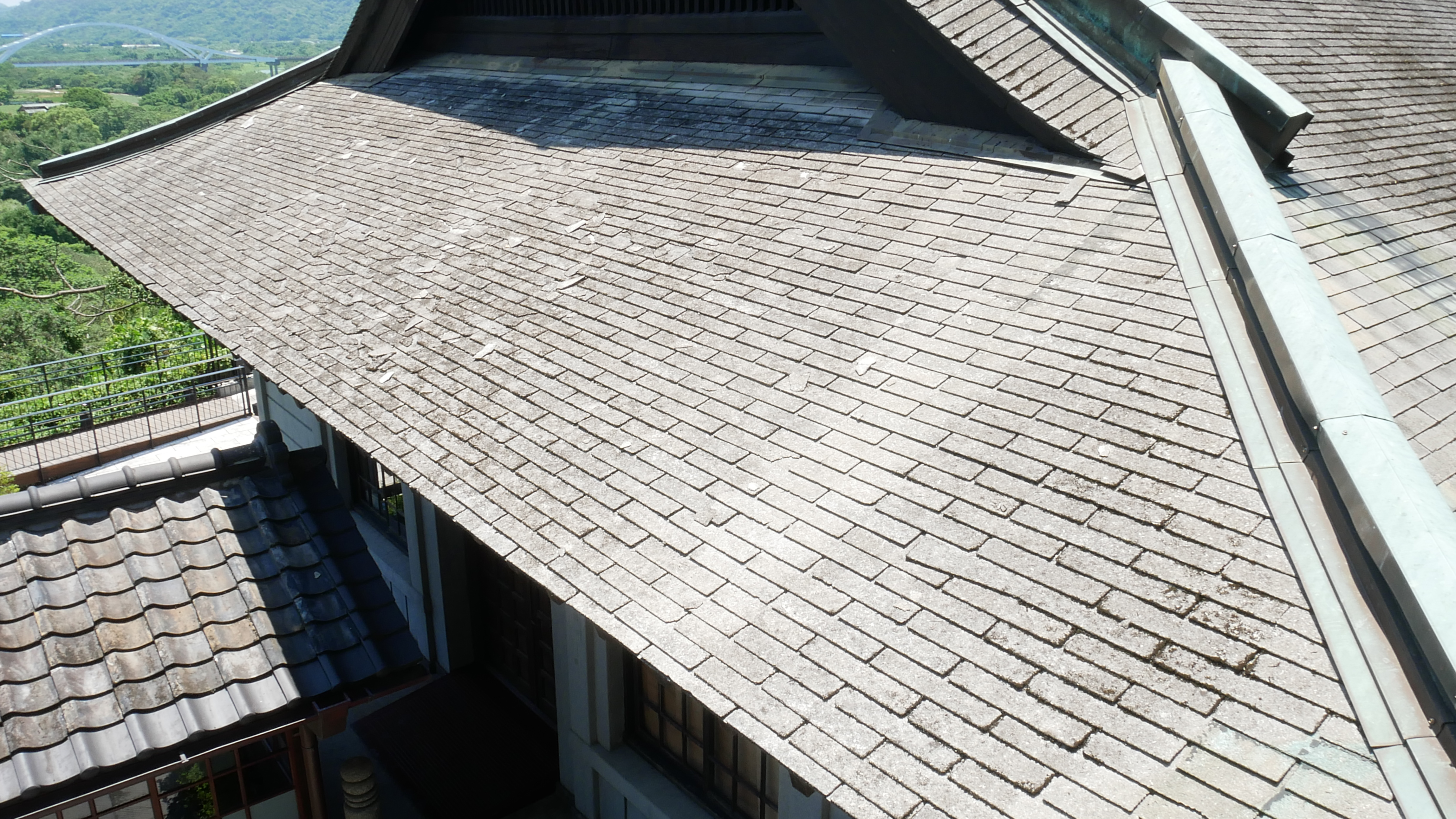
屋頂
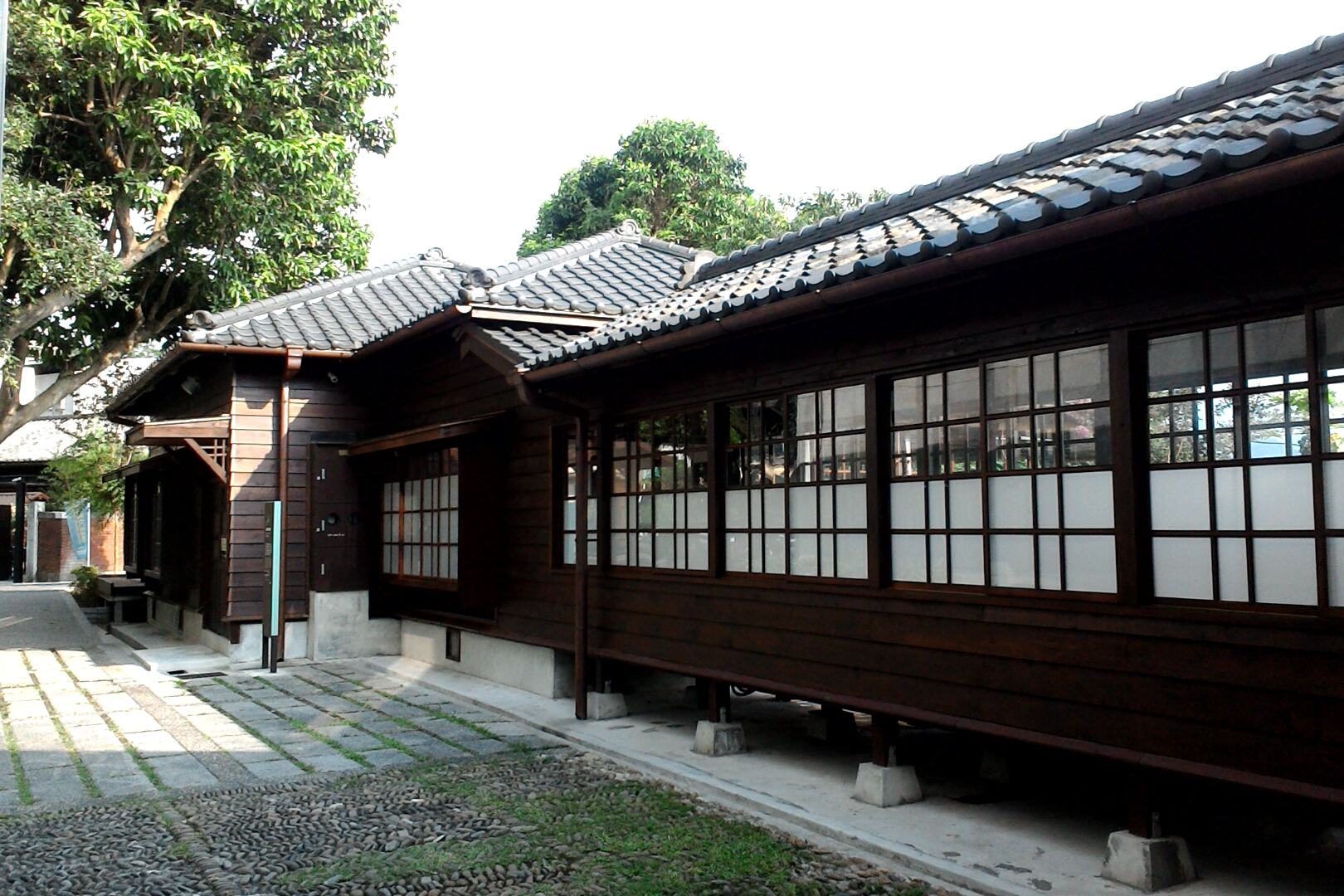
附屬建築

武德殿落成於1935年，其建築物約為56坪。其結構以鋼筋混凝土等新式建材建造，屬近代和風樣式建築。根據建築所屬的「棟札」顯示，該建築是由大溪郡守鹿田憲士、警察課長今井唯雄」、設計及補助監督員井上直樹、工事監督員德永美光、請負人渡邊茂一及大工棟梁渡邊秀志共同興建。
其大門設有入母屋破風，屋頂採入母屋造風（歇山顶），屋頂正脊兩端的鴟尾具有中國唐代建築風格，並採洋式的偶柱式屋架支撐日式社殿屋頂。武德殿的外牆以洗石子裝修，並以線腳模仿雨淋板壁的效果。建築台基則設有通氣孔，以利室內地板通風防潮。其加強磚造結構則利用外突的磚柱或RC樑柱，加上表面裝飾材突顯仿木柱樑外觀。

室內部分，使用配置以神龕所在為中軸，右側為劍道場，左側為柔道場，因做為警察及青年子弟練習柔道、劍道的場地使用，內部有一半的空間鋪設榻榻米地板。室內天花板則採用平格天井，轉折處呈弧形的覆盆狀。最初國民政府遷臺改為憲兵隊營使用時。則將原有的木造地板改為水泥地板，武德殿東南側另建1棟3層樓兵營（現為桃園市立圖書館大溪分館）。
在2000年的修復工程時，曾發現大溪武德殿的神龕遺跡。

## 另見
- 武德殿
- 臺灣的武德殿
- 龍潭武德殿
- 臺南武德殿
- 高雄武德殿

## 外部連結
- 大溪武德殿-桃園市政府文化局（页面存档备份，存于）